# Montañas Bakossi
Las montañas Bakossi son una cadena montañosa que forma parte de la línea de volcanes activos y extintos de Camerún en el oeste de Camerún, que abarca unos 230,000 kilómetros cuadrados. Las montañas se encuentran en las regiones del Litoral y el Suroeste. El pico más alto en esta cadena es el Monte Kupe a 2.064 metros. Contienen una gran área de bosque nublado y tienen un considerable interés ecológico. Las montañas son el hogar del pueblo bakossi.
El clima es tropical, con precipitaciones durante todo el año. La temporada más seca dura de noviembre a marzo, con noches frías y días calurosos. La temporada de lluvias comienza en abril y alcanza su punto máximo entre finales de agosto y finales de octubre. El suelo es fértil, p café y el cacao como cultivos comerciales.
Las montañas albergan la Reserva Forestal de Bakossi, una reserva de 5,517 kilómetros cuadrados creada en 1956. En 2000, la sección principal de la reserva fue designada bosque  protegido.  Fue prohibida la tala y Kupe se convirtió en una "reserva natural estricta". La gente local de Bakossi participó en delinear los límites. La Reserva Forestal a su vez contiene el parque nacional Bakossi, creado por un decreto a principios de 2008. El parque cubre 29,320 hectáreas, y se justificó sobre la base de preservar la diversificación de las plantas,,